# Örebro kloster

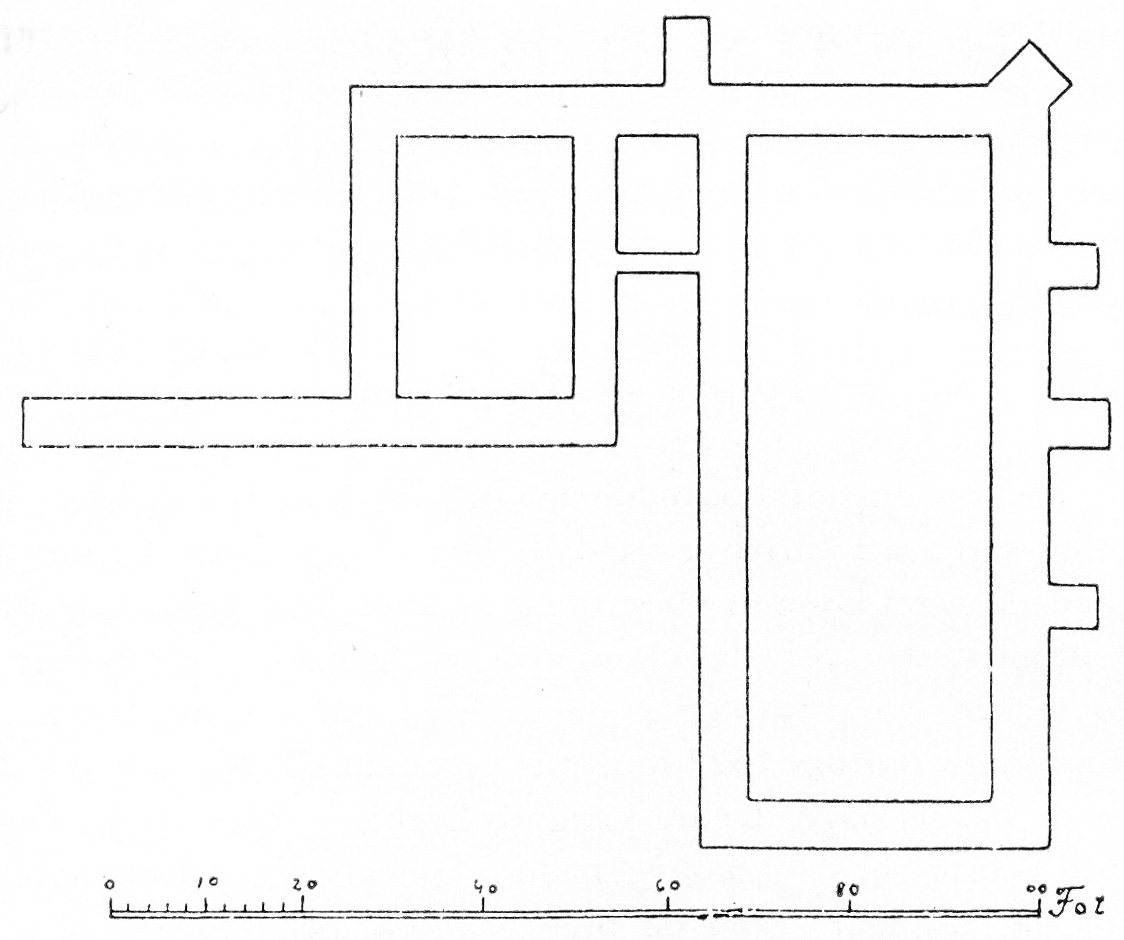
Örebro klosters grundmurar, ritning av C. J. v. Schultzen 1843.

Örebro kloster, även Vårfruklostret, var beläget på Tingsstugubacken mellan nuvarande Järnvägs-, Kloster- och Ö. Nobelgatorna, på den plats där nya polishuset ligger idag. 
Det anlades någon gång under åren 1445–1448 på initiativ av drottning Dorotea, maka till konung Kristofer av Bayern.
Klostret tillhörde munkar av den saliga jungfru Marias brödraorden av berget Karmel. Det var ett av de få karmelitkloster som förekommit i Sverige. Denna typ av kloster kallas konvent, eftersom det innehas av en tiggarorden. Karmeliterna, som liksom dominikanerna och franciskanerna tillhör tiggarordnarna. Tiggarordnarna karakteriseras av att medlemmarna inte får äga jordisk egendom.
Klostret omtalas första gången i ett brev, varmed kung Karl Knutsson (Bonde) 1456 till klostret upplät plats i den nordost om staden belägna skogen Kränglan (Kräklan) med villkor, att klostret skulle underhålla broar och vägar där. Ännu 1480 stod klostret i skuld för sina byggnader och måste då pantförskriva fast egendom. 
Antalet munkar 1495 var 12, förutom priorn. Klostret ägde genom donationer ansenliga egendomar, bland annat några tomter inom staden samt dessutom några lantgårdar, men uppnådde aldrig någon större betydelse. Här erhöll Olaus Petri liksom dennes broder Laurentius sin första undervisning. Vid reformationen 1527 indrogs klostrets egendom till kronan. Dess byggnader revs för att lämna plats för slotts- och kyrkobyggnader.
I och med klostrets nedläggning fanns det inte något naturligt skyddsnät för de fattiga, gamla och sjuka. Gustav Vasa tros ha ömmat för denna grupp, och skänkte därför några av klostrets hemman till underhåll för ett hospital i staden. Denna donation kom att bli grunden för Örebro hospital.
Klostrets grundmurar grävdes upp efter stadsbranden år 1843 och avtecknades av C. J. v. Schultzen. Större delen av Tingsstugubacken schaktades bort vid anläggandet av järnvägen till Skebäck i början av 1850-talet.